# 24-celle
In geometria, quadridimensionale il 24–celle è uno dei sei politopi regolari ordinari.

## Descrizione
Un 24-celle è l'inviluppo convesso di 24 punti nello spazio euclideo 4-dimensionale {\displaystyle \mathbb {R} ^{4}}. I punti sono i seguenti:
- 8 punti del tipo
{\displaystyle (\pm 1,0,0,0),(0,\pm 1,0,0),(0,0,\pm 1,0),(0,0,0,\pm 1),}
- 16 punti del tipo
{\displaystyle \left(\pm {\frac {1}{2}},\pm {\frac {1}{2}},\pm {\frac {1}{2}},\pm {\frac {1}{2}}\right).}

I primi 8 sono i vertici di un esadecacoro, mentre gli ultimi 16 sono i vertici di un ipercubo. Un insieme analogo di vertici in dimensione 3 determina il dodecaedro rombico, che non è però regolare.

## Dualità
Il 24-celle è autoduale. Gli unici politopi regolari autoduali (in ogni dimensione) sono il simplesso (che esiste in ogni dimensione: triangolo equilatero, tetraedro, ipertetraedro, etc.) e il 24-celle, che esiste solo in dimensione 4.

## Relazione di Eulero
Per questo politopo vale la relazione (4-dimensionale) di Eulero, dove V è il numero di vertici, F è il numero di facce, S è il numero di spigoli e C è il numero di celle:
{\displaystyle V+F=S+C.}
In questo caso 24 + 96 = 96 + 24.